# Fluoreszkálás

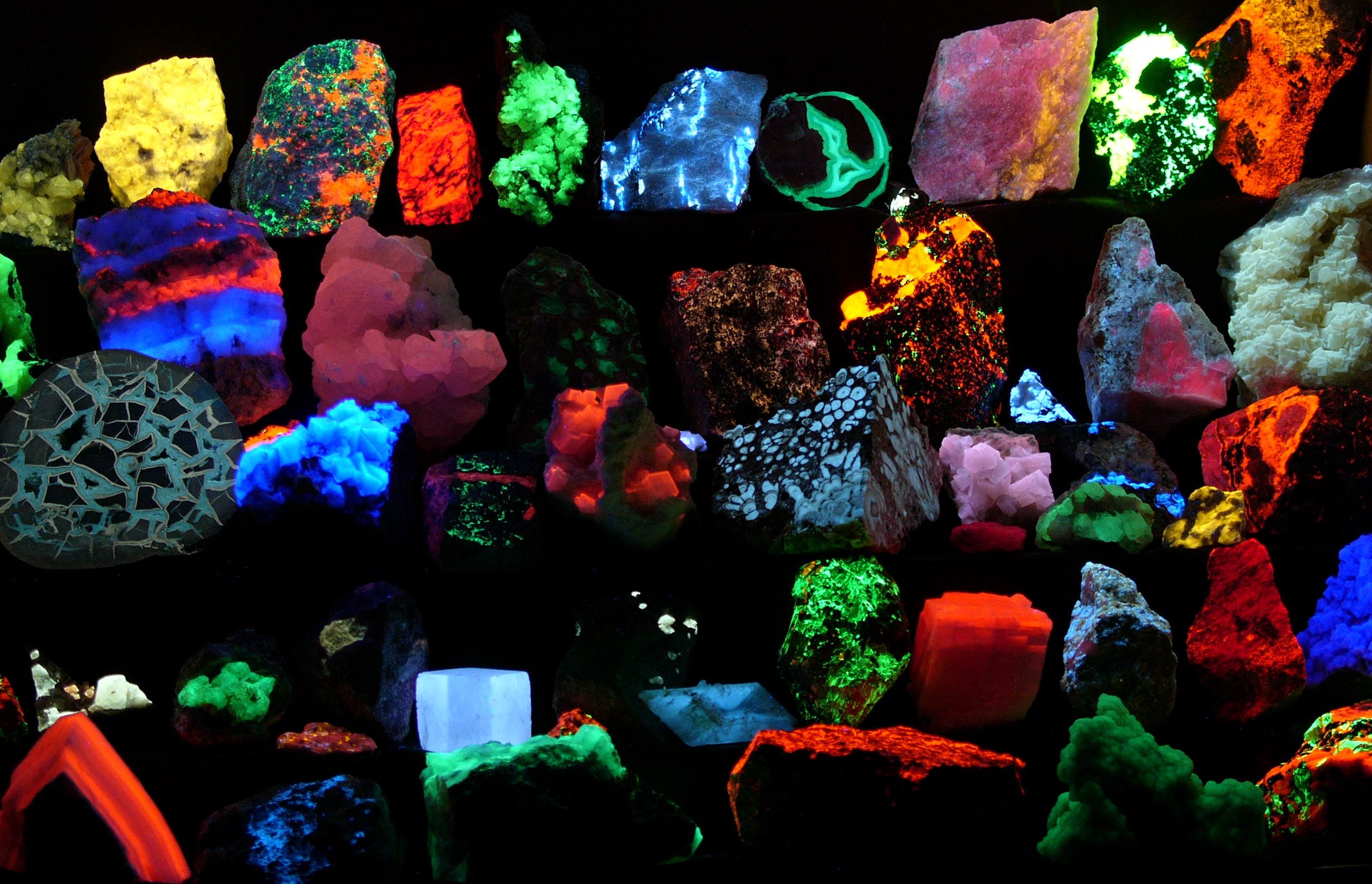
Fluoreszkáló ásványok ultraibolya sugárzásban

A fluoreszkálás egy fizikai jelenség, melynek során egy anyag elnyel (abszorbeál) különböző hullámhosszúságú elektromágneses sugárzásokat, és ennek hatására fényt bocsát ki a bejövő sugárzástól eltérő hullámhosszon. Ez a lumineszkálás egy formája.
A legtöbb esetben a kibocsátott fény hullámhossza hosszabb, és így kisebb energiával rendelkezik, mint az elnyelt sugárzás.
Abban az esetben, amikor az abszorbeált sugárzás erős, lehetséges, hogy egy elektron két fotont abszorbeál; ez az úgynevezett kétfotonos abszorpció okozhatja, hogy a kibocsátott fény rövidebb hullámhosszúságú lesz, mint az elnyelt sugárzásé.
A fluoreszkálás legfeltűnőbb példája, amikor az abszorbeálódó sugárzás ultraibolya tartományban van, és ezért ez nem látható, a kibocsátott fény pedig a látható tartományban van.
A fluoreszkálás jelenségét számos alkalmazásban hasznosítják (mineralógia, gemmológia, kémiai érzékelők, fluoreszkáló címkék, biológia érzékelők, fluoreszkáló lámpák stb.)

## Felfedezése
Legkorábban Nicolás Monardes, spanyol orvos és botanikus írta le a fluoreszkálás jelenségét 1565-ben, amikor egy fafajta (texasi vesefa) áztatásakor megfigyelte. Egy, a fában lévő kémiai anyag, a matlanine felelős a jelenségért, amely a fában található flavonoidok oxidációjakor keletkezik.
A jelenséget mások is megfigyelték és leírták:
- 1819-ben Edward D. Clarke
- 1922-ben René Just Haüy a fluoritokkal kapcsolatban.
- 1833-ban Sir David Brewster a klorofillel kapcsolatban.
- 1845-ben Sir John Herschel a kininnel kapcsolatban.

A fluoreszkálás szót George Gabriel Stokes alkotta 1852-ben, eredetileg angol nyelven: fluorescence. A szó az ásványi fluoritból ered, amelyet nyomokban tartalmazhat a divalens európium, egy, a kék fényt sugárzó fluoreszkáló aktivátor. Egy kísérlet során prizmát használta az ultraibolya sugárzás elválasztására a napfényből és akkor figyelte meg a kék fényt egy kinines etanol oldatban.

## Fotokémiai magyarázat
Fluoreszkálás akkor keletkezik, amikor egy molekula, atom pályamenti elektronja alapállapotba kerül, miközben kibocsát egy fotont. Ez a jelenség akkor jön létre, miután valamilyen energia egy magasabb kvantumállapotot gerjeszt.
A gerjesztés:
{\displaystyle S_{0}+h\nu _{ex}\to S_{1}}
Fluoreszkáló kibocsátás:
{\displaystyle S_{1}\to S_{0}+h\nu _{em}}
itt a {\displaystyle h\nu } a foton energiája, ahol h = Planck állandó és a {\displaystyle \nu } = a fény frekvenciája.
Az S0 állapotot a fluoreszkáló molekula alapállapotának hívják, az S1 az első (elektronikusan) gerjesztett állapot.
Egy molekula gerjesztett állapotba több úton is eljuthat.
A gerjesztett állapotból való kikerülés történhet egy másik molekulával történő fluoreszkáló hatás során. A molekuláris oxigén (O2) igen hatékony előidézője a fluoreszkálásnak, a nem szokásos triplett állapota miatt.
A fény abszorpció vagy más folyamat által gerjesztett molekulák energiát adnak át egy második „fényérzékennyé” tett molekulának, amely átkonvertálja ezt a gerjesztett állapotába és elkezd fluoreszkálni. Ez a folyamat játszódik le az úgynevezett világító rudaknál is különböző színekben.

## Kvantum hozam
A kvantum hozam a fluoreszkálás folyamatának a hatékonyságát jelzi. Ez definíció szerint a kibocsátott fotonok (K) és az abszorbeált fotonok (A) aránya.
{\displaystyle \Phi ={\frac {K}{A}}}
A maximális hozam 1.0 (100%), ez azt jelenti, hogy minden abszorbeált foton kibocsátásra került. A 0.1 értékű hozam még fluoreszkálást jelent.
Egy másik módja a kvantum hozam meghatározására a gerjesztett állapot gyengülésének/bomlásának a mértéke:
{\displaystyle \Phi ={\frac {{k}_{f}}{\sum _{i}{k}_{i}}}}
ahol {\displaystyle {k}_{f}} a sugárzás spontán foton kibocsátásának aránya
és {\displaystyle \sum _{i}{k}_{i}}
az összes gerjesztett állapotbeli bomlás mértéke.
Más típusú bomlást okozó mechanizmusok is léteznek, melyeket „nem—sugárzó”-nak hívnak. Ha bármely okból változás következik be, akkor az hatással van a gerjesztett állapot időtartamára és a fluoreszkálás kvantum hozamára.
A fluoreszkálás kvantum hozamát egy standardhoz viszonyítják. Az általánosan elfogadott standard a kinin szulfát sója kénsav oldatban.

## Időtartam
A fluoreszkálás időtartama az az átlagos időtartam, melyben a molekula a gerjesztett állapotban tartózkodik, mielőtt fotonokat bocsát ki.
Az összefüggés exponenciális jellegű:
{\displaystyle \left[S1\right]=\left[S1\right]_{0}e^{-\Gamma t}}
ahol {\displaystyle \left[S1\right]} gerjesztett molekula koncentrációja t időben,
{\displaystyle \left[S1\right]_{0}} a kezdeti koncentráció, és {\displaystyle \Gamma } a bomlási sebesség vagy az inverz fluoreszkáló időtartam.
Számos sugárzó és nem-sugárzó folyamat befolyásolhatja a gerjesztett állapotot. Ebben az esetben a teljes bomlási sebesség a következő:
{\displaystyle \Gamma _{tot}=\Gamma _{rad}+\Gamma _{nrad}}
ahol {\displaystyle \Gamma _{tot}} a teljes bomlási sebesség,
{\displaystyle \Gamma _{rad}} a sugárzó komponens
{\displaystyle \Gamma _{nrad}} a nem-sugárzó komponens
Az általánosan használt fluoreszkáló anyagoknál a tipikus gerjesztett állapot bomlási sebessége ultraibolyától a közel infravörös tartományig 0.5 és 20 nanoszekundum között van. A fluoreszkálás időtartama fontos paraméter több gyakorlati alkalmazásnál, mint például a fluoreszkáló rezonancia energia transzfernél.

## Szabályok
Számos szabály létezik a fluoreszkálás folyamatára, ilyen például a Kasha-Vavilov szabály, amely a sugárzás hullámhosszát definiálja, vagy a Jablonski-diagram, mely a gerjesztett molekulák viselkedését mutatja be.

## Alkalmazások
Számos alkalmazás ismert, amely felhasználja a fluoreszkálás jelenségét. Vannak természetes és mesterséges fluoreszkáló folyamatok.
A természetben a mélytengeri állatok között vannak fluoreszkáló fajok, mint az úgynevezett zöldszem.

### Világítás

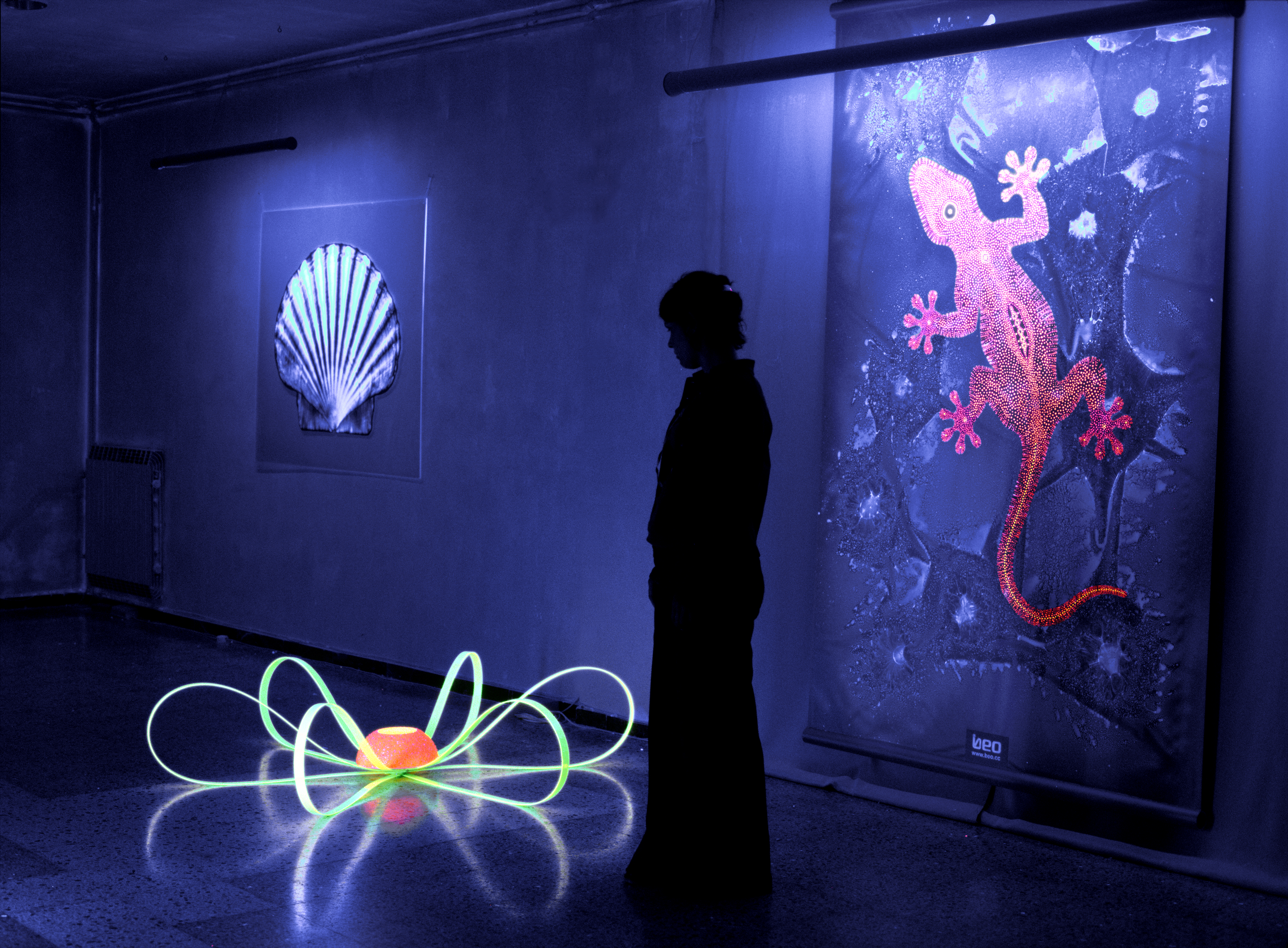
Fluoreszkáló festmény UV-sugárzásban

Fluoreszkáló fényforrást először az 1939-es New York-i világkiállításon mutattak be.
A közönséges fluoreszkáló (vagy fluoreszcens) lámpa egy gázkisüléses lámpa, ahol a lámpatesten belül vákuum van és kis mennyiségű higany. Az elektromos kisülés arra készteti a higanyatomokat, hogy ibolyántúli fényt sugározzanak. A búra be van vonva fluoreszkáló anyaggal, úgynevezett foszforral, amely elnyeli az ultraibolya sugárzást és látható fényt sugároz ki.
A fluoreszcens fényforrás energiatakarékosabb, mint a hagyományos izzólámpa. Mindemellett a hagyományos fluoreszcens fényforrás egyenetlen spektruma miatt az izzólámpától különböző színű fényt is sugározhat.
A higanygőz sugárzásánál dominál a rövidhullámú UV 254 nanométernél és ehhez társul a látható fényből a kék (436 nm), a zöld (546 nm) és a sárga-narancs (579 nm). Ennek a három szín keverékéből fehér szín lesz. A modern kompakt fluoreszkáló lámpáknál is ezen alapuló trikromatikus foszfor adja a fehér színt.
Az 1990-es évek közepén megjelent a fehér színű LED. Ebben a lámpában kék fényt bocsát ki a félvezető-chip, amely gerjeszti a foszfort, és a kibocsátott zöld és vörös színnel együtt fehér színt produkál.

### Analitikai kémia
Több analitikai folyamatban a fluorométert használják, rendszerint egy gerjesztő hullámhossz és egy érzékelő hullámhossz tartományban. Az érzékenység eléri a fluoreszcens molekula koncentrációjának 1 trilliomod részét.
A fluoreszcencia több hullámhosszon érzékelhető egy kromatográf érzékelővel, HPLC (Nagy teljesítményű folyadék kromatográfia) technikával.
TLC (Vékonyréteges kromatográfia) lemezei is láthatóvá tehetők, ha az összetevők vagy egy színező reagens fluoreszkálóak.
Leghatékonyabb a fluoreszkálás, amikor a Boltzmann-eloszlásban nagyszámú atom alacsony energiaszinten van, ilyenkor nagyobb valószínűséggel az alacsonyabb energiájú atomok gerjesztődnek, ezzel hatékonyabbá téve az analízist.

### Méréstechnika
A fluoreszkálás elemzéséhez szükséges egy fényforrás, amely különböző hullámhosszúságban emittál fényt. Általában a megfelelő analízishez egy hullámhossz szükséges, amelyet egy szelektíven szűrő eszközön keresztül egy gerjesztő monokromátoron juttatnak át, és ez a választott hullámhosszúságú fény halad keresztül a minta cellán. Abszorpció és újra-emittálás után több hullámhossz keletkezik a Stokes-eltolás és különböző elektron átmenetek következtében. Ezek után áthalad egy emissziós monokromátoron, ahol szeparálódik a fény és alkalmas analízisre egy detektorral.

### Biokémia és orvostudomány

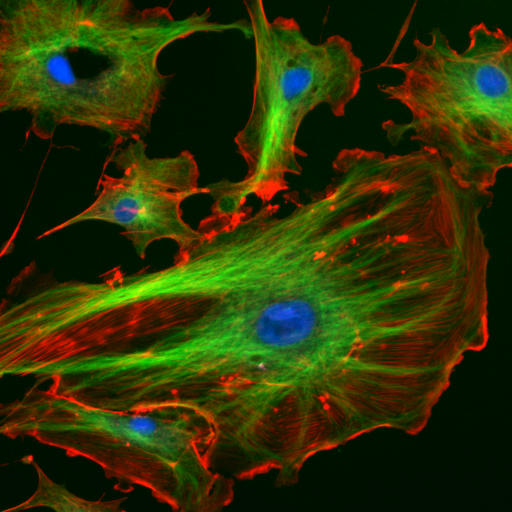
Sejt képe fluoreszkáló markerrel

A fluoreszkálás jelenségét az orvostudományban a nem-destruktív vizsgálatoknál alkalmazzák. Vannak olyan molekulák, amelyek természetes módon fluoreszkálnak, ezeket autofluoreszkálóknak nevezik. Más esetben külsőleg teszik fluoreszkálóvá a molekulát vizsgálat céljából. Például a proteint fluoroforral fluoreszkálóvá tehetik, további analízis céljából.
Spektrofluorométerrel számos értékes vizsgálatot lehet elvégezni.
Ilyenek a sejt vizsgálatok, DNS analízis, DNS szekvenálás.
Immunológiában jól használható a fluoreszkálás jelensége, ahol az antitestek jelenléte, mozgása követhető egy fluoreszkáló anyag segítségével.
Bio-molekuláris kölcsönhatások megfigyelésére használják a FLIM (Fluoreszkálás időtartam -vizsgáló) módszert.
A FRET (Fluoreszkáló rezonanciás energia transzfer) a protein kölcsönhatások megfigyelésre alkalmas eljárás.

### Gemológia, mineralógia, geológia, törvényszéki alkalmazások
Ujjlenyomatok megjeleníthetők fluoreszkáló vegyületek segítségével, mint például ninhydrinnel. Vér és más anyagok is detektálhatók fluoreszkáló reagensek segítségével, főleg ott, ahol nem várható előfordulásuk. A törvényszéki gyakorlatban is használatosak a fluoreszkáló anyagok, melyek különböző fényben emittálnak rövidhullámú ultraibolya, vagy hosszúhullámú, vagy röntgensugár hatására. Számos drágakő és egyéb ásványi anyag fluoreszkál külső sugárzás hatására. Ásványi anyagoknál a szennyezések kimutatására is alkalmazható a sokféle aktivátorral gerjesztett fluoreszkálás. A nyers olaj a színek széles skáláján fluoreszkál. Ezt a jelenséget felhasználják az olajfúrásoknál, ahol a kis mennyiségű olaj kimutatására alkalmazható.

### Szerves folyadékok
Szerves folyadékok - mint például a benzolban oldott antracén, vagy benzolban oldott toluol - ultraibolya vagy gamma sugárzás hatására fluoreszkálnak.